# Cratichneumon dissimilis
Cratichneumon dissimilis là một loài tò vò trong họ Ichneumonidae.